# François Jaffré
Pour les articles homonymes, voir Jaffré.
François Jaffré (28 mai 1901 à Inguiniel, France - 22 septembre 2006 à Viroflay, France) était le sixième des derniers poilus français.

## Biographie
Issu d'une famille bretonne de cinq enfants, François Jaffré perd sa mère en 1915 alors qu'il n'a que 14 ans.
Le 4 octobre 1916, il s'enrôle dans la Marine militaire française et prend un engagement de 10 ans en 1917, il sert comme "apprenti-marin" sur le navire-école Armorique et en 1918, il rejoint le Centre naval de New York pour servir sur des contre-torpilleurs qui encadrent sur l'Atlantique les transports de troupe américains. Enfin, il rejoint l'Algérie et sert sur le cuirassé Saint-Louis II. Il quitte finalement la Marine le 5 septembre 1922.
En 1933, il obtient sa carte d'ancien combattant.
Par la suite, il devient comptable puis, à partir de 1929, inspecteur de police judiciaire au quai des Orfèvres à Paris. Cette fonction dans la police le mènera même en prison en 1941, sous le gouvernement de Vichy. En effet, François Jaffré avait « caché des armes pour la Résistance ». Dès 1945, grâce à son expérience militaire de radio-com et de décryptage de messages, il est affecté au service du chiffre au Mont Valérien puis, plus tard, au contre-espionnage, la « Piscine » du SDECE (actuelle DGSE) de la Porte des Lilas. Retraité mais infatigable, François Jaffré reprendra du service dans la comptabilité, jusqu'à l'âge de 71 ans.
Par décret du 7 avril 1996, il est fait Chevalier de la Légion d'honneur à titre d'ancien combattant de la Guerre 14-18 (il est décoré par Édouard Balladur, alors député du XVe arrondissement de Paris).
Il décède à l'âge de 105 ans à Viroflay, le 22 septembre 2006.

## Distinctions
- Chevalier de la Légion d'honneur
- Croix de guerre 1914-1918
- Croix du Combattant